# الجبايش (قضاء)
قضاء الجبايش قضاء في محافظة ذي قار، مساحته 2333 كيلومتراً مربعاً، يقع شرق مدينة الناصرية شمال غرب محافظة البصرة وتقع مركز الجبايش على هور الحمار قرب نهر الفرات ويبلغ عدد سكان القضاء بحوالي 150 الف نسمة بحسب تقديرات عام 2015م.
والجبايش جمع كلمة جبيشة التي هي جزيرة صناعية تسبح على صفحة ماء الهور تم التحضير لها بعناية وكونت من طبقات الطمي والقصب والبردي التي تتم تكديسها فوق بعضها حتى تصبح مثلها كمثل جزيرة عائمة يمكن أن تبنى عليها ديار القصب أو الصرايف. وقد وردت هذه الطريقة في العيش من خلال مدونات السومريين قبل سبعة الالاف عام ومن الطريف أن للسومريين أسطورة بنشأة الأرض كانوا يظنون بان اليابسة نشأة مثلما يصنعون هم تلك الجبيشة. وعادة ما تتكون التجمعات السكانية هنا من مجموع من تلك الجزر حيث تتكون القرى التي تسمى سلف ومجموعها سلاف. وما تجمع قرية الجبايش هنا إلا سلف كبير تقطنه عشائر عدة أهمها الخزاعل وبنو أسد وغيرها من العشائر.
ومن أكثر الخصوصيات في تلك البيئة الرومانسية ان بيوتها تبنى بالقصب والبردي وتدعى صريفة وهي منحدرة من كلمة (صرياثا) الأرامية التي تعني الكوخ التي أنحدر منها اسم مدينة البصرة. وقد ورد ذكر بيت القصب هذا في ملحمة كلكامش تعريبه هو (بيت من قصب البردي. . بيت من قصب البردي. . جدار. . جدار. ياملك شورباك. . يا أبن (أوبارو- توتو) أهدم بيتك وشيد زورقاً). وكما نلاحظ في تلك العبارة فان حزم القصب يمكن أن تكون زورق خفيف للتنقل بين تلك الجبايش تطور مع الزمن إلى ما نجده اليوم يما يسمى البلم والمشحوف وغيرها من طبقات وسائط التنقل المائي الذي هو وسيلة المواصلات الوحيدة في تلك الأجمة الخضراء.
يمكن أن يكون للكلمة مصدر أرامينبما ميز ثقافة المنطقة وتسمياتها، لكن يذهب البعض إلى ان كلمة جبيشة هي محرفة من كلمة (كبيسة) العربية بسبب فعل كبس طبقات الطين والقصب والبردي الذي يكتنف صنعها. ويطلق على الجبيشة كذلك أسم (الدبون) وأما اسمها الآرامي فهو (طهيثا) ومعناها القرية التائهة لوجودها وسط تلك الأهوار. وقد ورد في تاريخ الطبري عند وصفه لإحداث ثورة الزنج التي بدأت هنا عام 680 م ورد اسم (طهيثا) أي منطقة الجبايش.
وكانت تلك الأطراف معمورة في أيام بني العباس، زاهية بحضارتها، مشهورة بحاصلاتها. حتى كتب عنها عالمنا الجليل علي الوردي بان أهل الهور هؤلاء هم أكثر سكان العراق تأصلا وأمتدادا لسكان العراق خلال الحقب التاريخية السابقة للفتح الإسلامي. وقد عانت تلك المناطق من الإهمال التام خلال الحقب التاريخية المتأخرة ولاسيما خلال الحقب التركية لأسباب طائفية معروفة. وكانت ملاذا لكل من عارض السلطات المتعاقبة التي حكمت العراق ويمكن ان يكون هذا مبرر الاهتمام بهذا المركز الوسطي الذي اهتمت به الدولة العراقية بعد تأسيسها عام 1921 وجعلتها مركز ناحية وابتنت فيها دار للحكومة، وكذلك مدارس، ومنازل للموظفين التي عينتهم هناك، وأهتم بجلب اسباب العيش المتحضر لهؤلاء الموظفين. ويعتمد سكان الجبايش في الجزء الأكبر من موارد حياتهم على الصيد المائي وجمع القصب وحياكة الحصر التي تسمى (البواري) وتصديرهـا إلى سائر الأنحاء حتى الخليج وإيران.

## الوحدات الإدارية والسكان[3]
| الوحدة الإدارية       | مساحتها كيلومتراً | سكانها سنة 1977 | سنة 1987 | سنة 1997 | سنة 2007 |
| الجبايش (مركز القضاء) | 1062             | 25076           | 36064    | 19768    | 26706    |
| ناحية الحمار          | 681              | 6600            | 8164     | 3091     | 4166     |
| ناحية الفهود          | 590              | 16620           | 26001    | 24528    | 33405    |
| المجموع               | 2333             | 48296           | 70229    | 47387    | 64277    |